# Tabanera del Monte
Tabanera del Monte es una localidad española del municipio de Palazuelos de Eresma, perteneciente a la provincia de Segovia, en la comunidad autónoma de Castilla y León. En 2022 contaba con 1185 habitantes.

## Toponimia
En 1247 se citaba simplemente como Tavanera y en el siglo XVI ya se nombraba como Tabanera del Monte. El término «Tabanera», derivado del latín tabanus + el sufijo abundancial -arius, hace referencia a un lugar donde abundan los tábanos, frecuentes en las orillas de los ríos y muy molestos para el ganado. Existen otros lugares llamados así en las provincias de Burgos y Palencia, por lo que de cualquiera de ellos podrían haber tomado el nombre los repobladores. En cuanto a «Monte», se referiría a un encinar de la zona, a la condición del terreno o bien a La Atalaya, pico de 1647 m de altitud que en parte pertenece a la localidad.

## Geografía

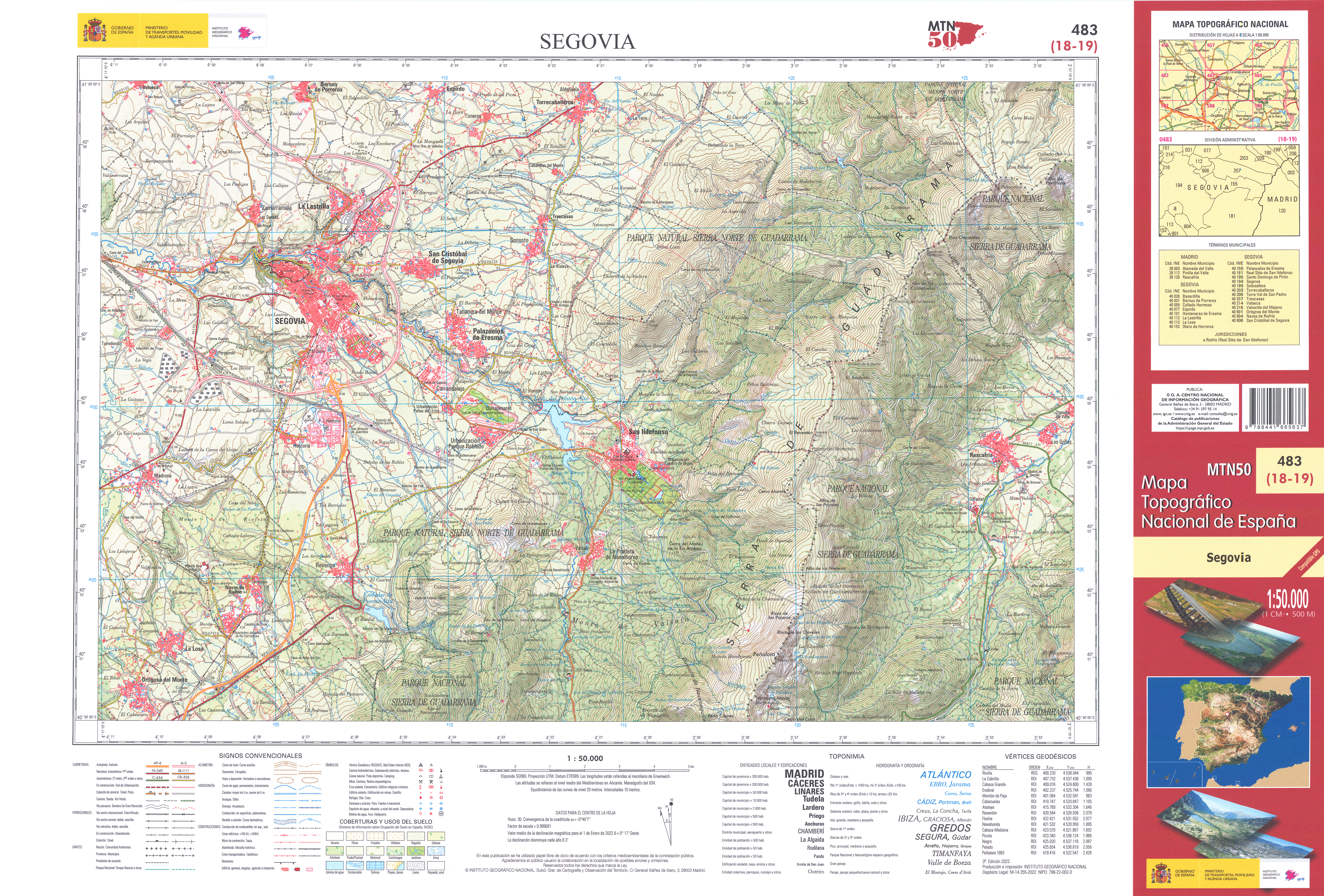
Fragmento de la hoja 483 del Mapa Topográfico Nacional de España de 2022 en el que se representa la localidad de Tabanera del Monte

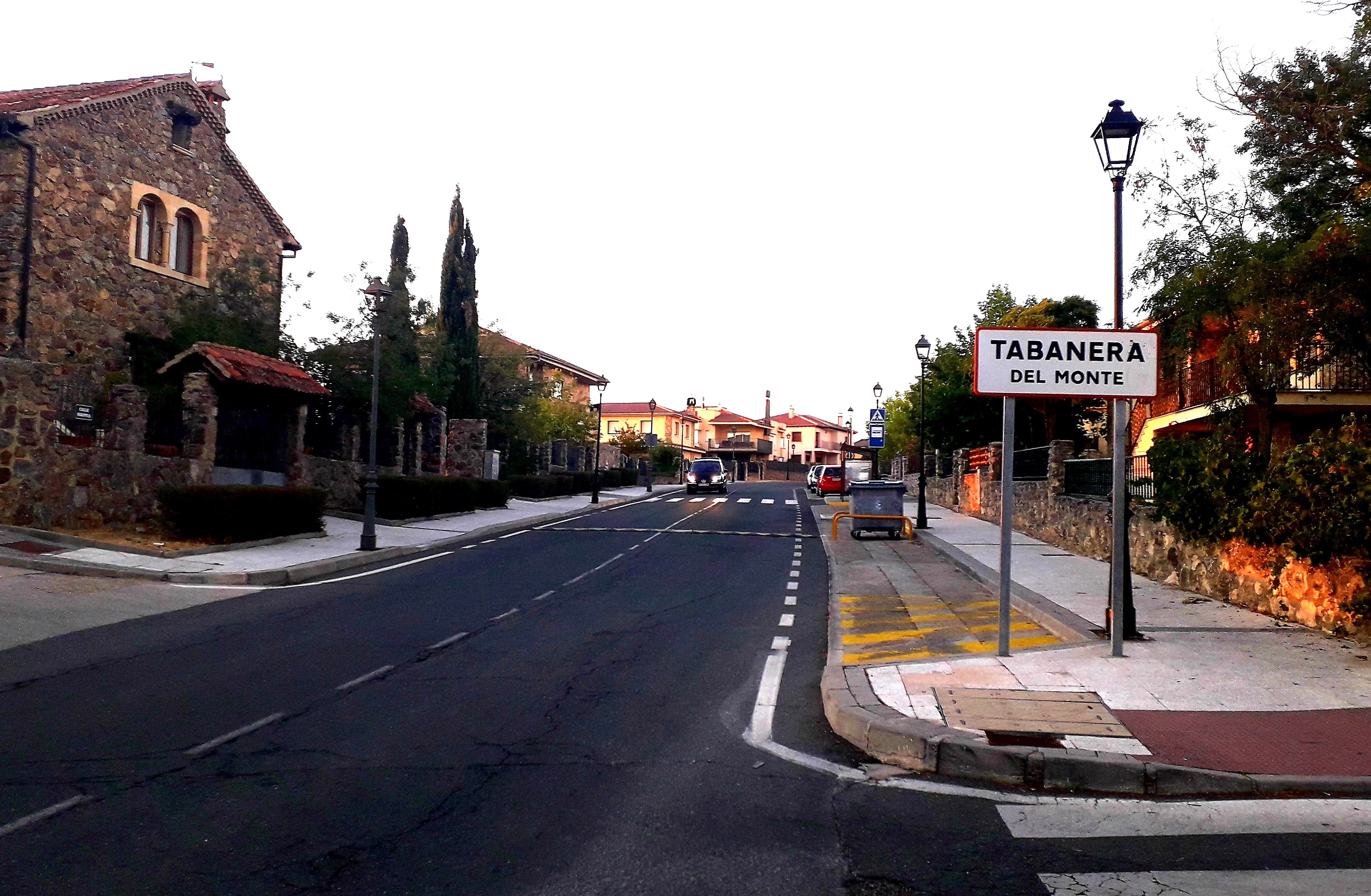
Nombre de la localidad en la señal que indica la entrada a la zona urbanizada

Ubicada su zona urbanizada junto al río Eresma, limita al norte con San Cristóbal de Segovia y Trescasas, al sur con Palazuelos de Eresma, al este con Sonsoto y la provincia de Madrid y al oeste con Segovia y San Cristóbal de Segovia.
| Noroeste: San Cristóbal de Segovia      | Norte: San Cristóbal de Segovia,Trescasas | Noreste: Trescasas, Sonsoto                   |
| Oeste: Segovia                          |                                           | Este: Sonsoto (Trescasas), Rascafria (Madrid) |
| Suroeste: Segovia, Palazuelos de Eresma | Sur: Palazuelos de Eresma                 | Sureste: Palazuelos de Eresma                 |

## Historia
Con origen en la Reconquista, Tabanera está integrada en el Sexmo de San Lorenzo de la Comunidad de Ciudad y Tierra de Segovia. Según el censo de la Corona de Castilla en 1591 contaba con 9 vecinos. El medio de subsistencia principal en el siglo XIX era la agricultura; sus principales producciones eran entonces trigo morcajo, centeno, lino, patatas y varias legumbres, además se conoce que criaban caza de conejos, liebres, perdices y palomas, y de la pesca de trucha fina y anguilas en el río Eresma.
Hacia mediados del siglo XIX el lugar, perteneciente ya por entonces a Palazuelos, tenía contabilizada una población de 62 habitantes. Aparece descrito en el decimocuarto volumen del Diccionario geográfico-estadístico-histórico de España y sus posesiones de Ultramar de Pascual Madoz de la siguiente manera:

TABANERA DEL MONTE: l. agregado al ayunt. de Palazuelos (1/8 leg.), en la prov. y part. jud. de Segovia (1), aud. terr. de Madrid (14), c. g. de Castilla la Nueva: sit. en terreno algun tanto pantanoso; le combaten todos los vientos, y su clima es frio; padeciéndose por lo comun dolores de costado, pulmonías y reumas. Tiene 28 casas de inferior construccion, y una igl. parr. (San Juan Bautista) aneja de la de Palazuelos, cuyo párroco la sirve; los vec. se surten de aguas para sus usos de las de varios manantiales que las tienen muy buenas. Confina el térm. N. San Cristóbal; E. Sonsoto; S. Palazuelos, y O. Segovia: se estiende 1/4 leg. por N., 1/2 por E., 1/2 por S., y 1 por O., y comprende 2 molinos harineros, titulados Gamones y Tabla; una posesion de 70 pies de larga por 40 de ancha, con 3 hornos de pan cocer; por cuya razon sin duda la llaman la Panaderia, y un pequeño cercado con algunos álamos blancos y negros. El terreno es de mediana calidad, fertilizado en parte por el r. Eresma que pasa cerca de la pobl. entre S. y O. caminos locales, en mal estado. El correo se recibe en la adm. de Segovia por los mismos interesados. prod.: trigo morcajo , centeno, lino, patatas y varias legumbres; mantiene ganado vacuno y yeguar; cria caza de conejos, liebres, perdices y palomas, y pesca en el Eresma de truchas finas y anguilas. pobl.: 23 vec., 62 almas. cap. imp.: 15.844 rs. contr.: 20'72 por 100.
(Madoz, 1849, p. 539)

Desde 1857[cita requerida] Tabanera del Monte es un pueblo anejo (o pedanía) incorporado al municipio de Palazuelos de Eresma.

## Administración y política
Tabanera del Monte depende del Ayuntamiento de Palazuelos de Eresma, donde desde las elecciones municipales de 2011 el alcalde es Jesús Nieto Martín, del Partido Popular.
La concejala  Verónica Rincón Llorente, es la representante del alcalde en Tabanera el Monte.

## Demografía
Evolución de la población
| Gráfica de evolución demográfica de Tabanera del Monte entre 1828 y 2022 |
| |
| Población según el Diccionario geográfico-estadístico de España y Portugal de Sebastián Miñano. Población de derecho de 1842 según los censos de población del siglo XIX. Población residente (2000-2021) según los censos de población del INE. Población según el padrón municipal de 2022 del INE. |

## Autobuses

Plano Metropolitano Segovia donde aparecen las líneas a su paso por Tabanera del Monte

Tabanera del Monte forma parte de la red de transporte Metropolitano de Segovia que va recorriendo los distintos pueblos de la provincia.
| Línea | Trayecto |
| ----- | --- |
| M7    | Palazuelos de Eresma - Segovia (por Tabanera del Monte)                                                                                      |
| M6*   | Torrecaballeros - Segovia (por Tabanera del Monte, Palazuelos de Eresma San Cristóbal, Sonsoto, Trescasas, Cabanillas del Monte y Aldehuela) |

## Patrimonio

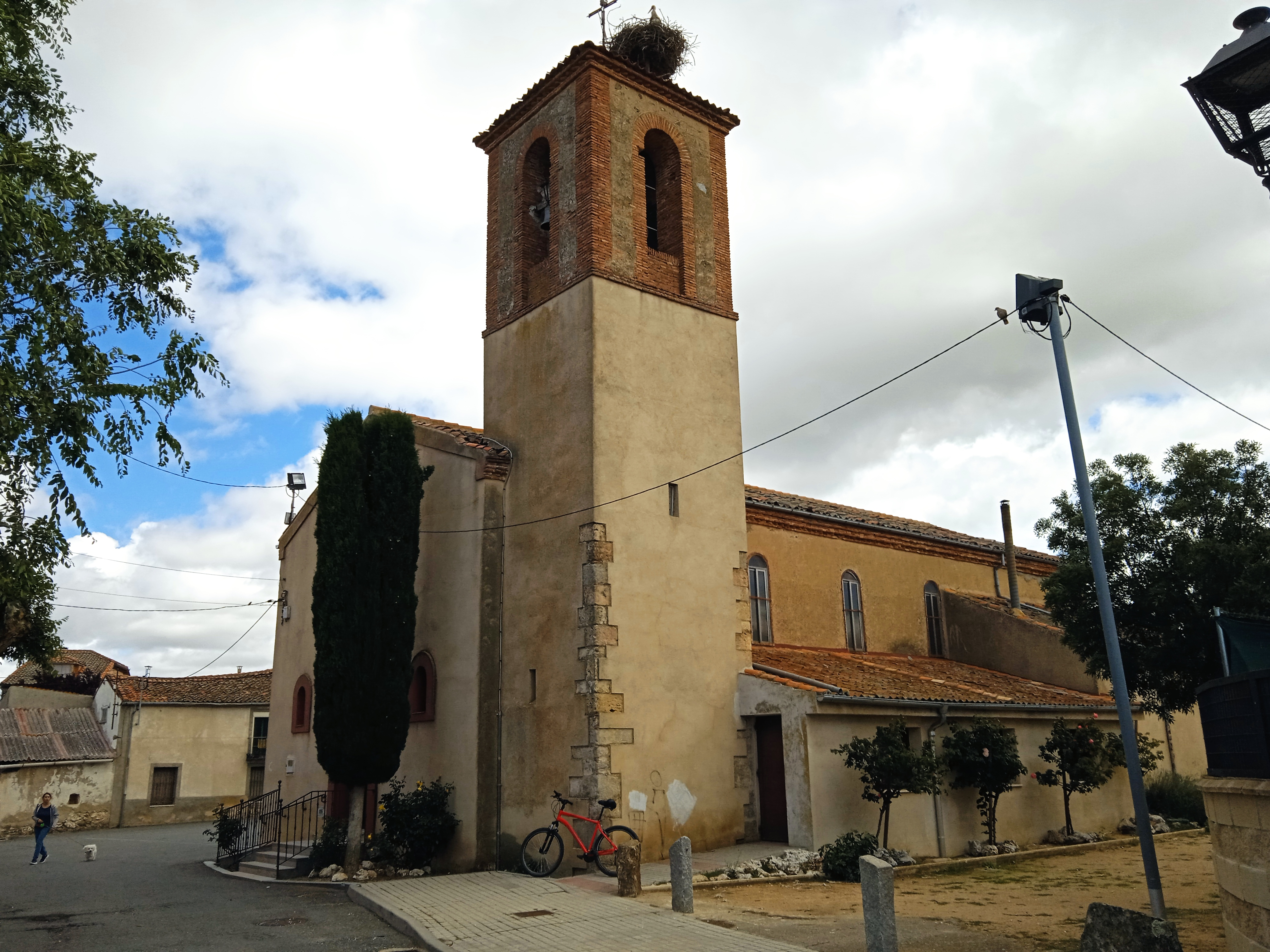
Iglesia de Nuestra Señora del Rosario

- Iglesia de Nuestra Señora del Rosario;[15]
- Esquileo de los Corbos;[16]
- Fábrica de harina;[16]
- Molino de Gamones.[17]
- Calderas del río Cambrones

## Fiestas
- Día de la Cacera Mayor, último sábado de mayo;[18]
- San Juan, el 24 de junio;
- San Santiago, el 25 de julio;
- Virgen del Rosario, primer domingo de octubre;
- Santa María de Robledo.[17]